# جایزه بزرگ ایالات متحده ۱۹۶۷
جایزه بزرگ ایالات متحده ۱۹۶۷ (انگلیسی: ‎1967 United States Grand Prix‎) یک مسابقهٔ موتوری در رشتهٔ اتومبیل‌رانی فرمول یک بود که در تاریخ ۱ اکتبر ۱۹۶۷ در مسیر مسابقه جایزه بزرگ واتکینز گلن واقع در واتکینز گلن، نیویورک، ایالات متحده آمریکا برگزار شد. این گراند پری در میان ۱۱ گراند پری در فصل ۱۹۶۷، مسابقهٔ شمارهٔ ۱۰ بود.
در این مسابقه که در ۱۰۸ دور و به مسافت ۴۰۸٫۲ کیلومتر (۲۵۳٫۶۴۴ مایل) برگزار شد، پول پوزیشن توسط گراهام هیل کسب شد و سریع‌ترین زمان برای طی یک دور پیست که برابر با ۱:۰۶٫۰ بود نیز توسط گراهام هیل به ثبت رسید.
جیم کلارک از تیم لوتوس-فورد، گراهام هیل از تیم لوتوس-فورد و دنی هیولم از تیم برابام-رپکو به‌ترتیب مقام‌های اول تا سوم مسابقه را کسب کردند.

## رده‌بندی قهرمانی پس از مسابقه
|       | جایگاه | راننده     | امتیاز |
| ----- | ------ | ---------- | ------ |
|       | ۱      | دنی هیولم  | ۴۷     |
|       | ۲      | جک برابام  | ۴۲     |
|       | ۳      | جیم کلارک  | ۳۲     |
|       | ۴      | کریس ایمون | ۲۰     |
|       | ۵      | جان سرتیز  | ۱۷     |
| منبع: |        |            |        |

|       | جایگاه | سازنده       | امتیاز |
| ----- | ------ | ------------ | ------ |
|       | ۱      | برابام-رپکو  | ۶۱     |
|       | ۲      | لوتوس-فورد   | ۳۵     |
|       | ۳      | کوپر-مازراتی | ۲۷     |
|       | ۴      | فراری        | ۲۰     |
|       | ۵      | هوندا        | ۱۷     |
| منبع: |        |              |        |

یادداشت
- تنها پنج جایگاه نخست از هر رده‌بندی نمایش داده شده‌است.